# Eduardo Mirás
Eduardo Vicente Mirás (Buenos Aires, 14 de noviembre de 1929 - Rosario, 24 de febrero de 2022) fue sacerdote y arzobispo argentino que se desempeñó como arzobispo de Rosario (1994-2005). Presidente de episcopado argentino (2002-2005).

## Biografía

### Primeros años y formación
Eduardo Vicente nació el 14 de noviembre de 1929, en Buenos Aires, capital de Argentina. Hijo de Emilio Mirás y María Gracia Di Falco; tuvo dos hermanos.  
Tras completar sus estudios primarios en el colegio franciscano de San Antonio de Padua, realizó los cursos de teología en el Seminario de Villa Devoto, de la Arquidiócesis de Buenos Aires (1941-1952), y el Doctorado en Teología (1957) en la Facultad de Teología de Villa Devoto.

### Sacerdocio
Después de su ordenación sacerdotal el 3 de agosto de 1952, desempeñó los siguientes cargos pastorales: 
- Profesor de Teología Dogmática de la Universidad Católica Argentina desde 1958.
- Capellán de las Hijas de la Misericordia desde 1963.
  - Vicario cooperador de San José de Flores (1953-55).
  - Vicario cooperador de Nuestra Señora del Pilar (1959-63).
  - Viceasesor nacional de la AJAC (1958-60).
  - Miembro del Consejo Presbiterial y del Consejo de Consultores.
  - Juez adjunto del Tribunal Nacional Eclesiástico (1983).
  - Secretario Académico de la Universidad Católica Argentina (1968-84).
  - Delegado ante el Pontificio Consejo para la Cultura (1984).
  - Miembro del equipo de Teología y de la Comisión para los 500 años de la  Evangelización.

## Episcopado

### Obispo auxiliar de Buenos Aires
Elegido obispo titular de Ambia y auxiliar de Buenos Aires el 1 de marzo de 1984. Su ordenación episcopal fue el 27 de abril del mismo año. 
- Vicario episcopal de la Zona de Devoto (1984-1990).
- Vicario general desde el 22 de septiembre de 1990.

- Presidente de la Comisión de Fe y Cultura (1987-1993).
- En la CEA fue miembro de las Comisiones de Fe y Cultura, de Educación y de la UCA.

### Arzobispo de Rosario
Promovido como Arzobispo de Rosario (20 de noviembre de 1993), tomó posesión de la diócesis (11 de marzo de 1994). En esa época fue nombrado miembro de la Comisión Episcopal de Fe y Cultura.
Fue Presidente de la CEA (noviembre del 2002-noviembre de 2005).

### Renuncia
El 22 de diciembre de 2005 le fue aceptada la renuncia como arzobispo de Rosario, siendo Administrador Apostólico hasta la toma de posesión del nuevo Arzobispo, que tuvo lugar el 18 de marzo de 2006.
Falleció el 24 de febrero de 2022, tras permanecer internado por una neumonía derivada del COVID-19.

## Reconocimientos
El 29 de abril de 2022, fue reconocido post mortem por el Concejo Municipal de Rosario como Religioso Distinguido, en una ceremonia junto a representantes de organizaciones gremiales, de la Iglesia Católica, y sus sobrinas María de los Ángeles y María del Pilar Mirás.